# 飞鱼湾
飛魚灣（英語：Flying Fish Cove）是澳大利亞联邦領地聖誕島的主要居民點，位於該島東北部。也是圣诞岛郡的行政中心。當地於1888年創立，並是英國移民在聖誕島上的第一個聚居地。縱使飛魚灣本身是以英國測量船「陛下之艦飛魚號」（HMS Flying Fish）命名，但是現時很多地圖基本只把當地簡單標示為「定居點」（The Settlement）。
聖誕島當中約三分之一的人口在飛魚灣定居，而當地除了擁有一個能夠接待乘坐遊艇或帆船到來的各地遊客之小型港灣以外，也設有一個可以進行休閒潛水活動的沙灘。

## 延伸閱讀
- Golder Associates. . 澳大利亞勒德韋勒: Golder Associates. 1995年10月 （英语）.